# Беттелла, Давиде
Давиде Беттелла (итал. Davide Bettella; род. 7 апреля 2000, Падуя, Венеция) — итальянский футболист, центральный защитник клуба «Фрозиноне».

## Клубная карьера
Беттелла — воспитанник клубов «Интер» и «Аталанта». В 2018 году он был включён в заявку основной команды последней. В начале 2019 года Беттелла на правах аренды перешёл в «Пескару». 22 апреля в матче против «Карпи» он дебютировал в итальянской Серии B. 11 мая в поединке против «Салернитаны» Давиде забил свой первый гол за «Пескару». В 2020 году Беттелла был арендован «Монцей». 21 ноября в матче против «Порденоне» он дебютировал за новую команду. По окончании аренды клуб выкупил трансфер игрока и сразу же отдал его в аренду в «Палермо». 27 августа 2022 года в матче против «Асколи» он дебютировал за новую команду. По окончании аренды игрок вернулся в «Монцу». 28 января 2024 года в матче против «Сассуоло» он дебютировал в Серии A.

## Международная карьера
В 2017 году в составе юношеской сборной Италии Беттелла принял участие в юношеском чемпионате Европы в Хорватии. На турнире он сыграл в матчах против команд Хорватии, Испании и Турции.
В 2018 году в юношеской сборной Италии Габбия завоевал серебряные медали юношеского чемпионата Европы в Финляндии. На турнире он сыграл в матчах против команд Норвегии, Финляндии, Франции и дважды Португалии.
В 2019 году в составе молодёжной сборной Италии Габбия принял участие в молодёжном чемпионате мира в Польше. На турнире он сыграл в матче против команд Японии, Мали и Эквадора.

## Достижения
Италия (до 19)
- Юношеский чемпионат Европы — 2018